# Пойк
Пойк — река в Нефтеюганском районе Ханты-Мансийского автономного округа России. Устье реки находится в 85 км по левому берегу Большой Юганской протоки. Длина реки — 60 км, площадь водосборного бассейна — 575 км².
Возле устья находится Пойковский посёлок.

## Притоки
- Вирсъёга (пр)
- Касткурнюхъёга (лв)
- 24 км: Мохкотъёга (пр)
- 34 км: Шиш (лв)
- Пронькина (лв)

## Данные водного реестра
По данным государственного водного реестра России относится к Верхнеобскому бассейновому округу, водохозяйственный участок реки — Обь от города Нефтеюганск до впадения реки Иртыш, речной подбассейн реки — Обь ниже Ваха до впадения Иртыша. Речной бассейн реки — (Верхняя) Обь до впадения Иртыша.
Код объекта в государственном водном реестре — 13011100212115200050499.